# Wieland Backes

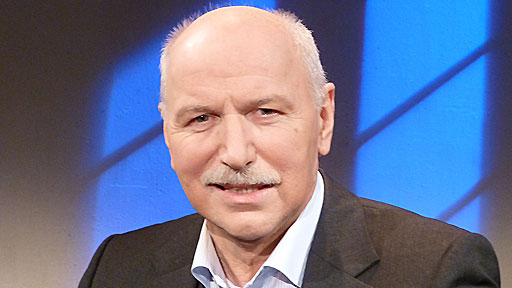
Wieland Backes (2010)

Wieland Backes (* 10. September 1946 in Feldbach, Österreich) ist ein deutscher Fernsehjournalist und Moderator. Er ist Begründer und war Gastgeber der SWR-Talkshow Nachtcafé. Er moderierte die Ratesendung Ich trage einen großen Namen. Als einer der Direktoren des „Instituts für Moderation“ (imo) an der Hochschule der Medien Stuttgart leitet er ehrenamtlich die Ausbildung von Nachwuchsmoderatoren.

## Ausbildung und Privates
Backes’ Eltern waren geflüchtete Rumäniendeutsche aus dem Banat, beide waren Schulleiter. Er wurde im September 1946 als sechstes und jüngstes Kind in Feldbach, Österreich, geboren und wuchs in Oberbrüden im Raum Stuttgart auf. Er drehte mit 16 Jahren seinen ersten kleinen Spielfilm und stand wenig später bei Schulveranstaltungen als Moderator auf der Bühne. Ab 1968 studierte er Chemie und Geographie an der Universität Stuttgart. Ein Forschungsaufenthalt in der Republik Irland schloss sich dem Staatsexamen an. Im Jahre 1978 wurde Backes mit einer Arbeit über Planung und Raumentwicklung im mittleren Neckarraum zum Dr. rer. nat. promoviert.
Backes ist in zweiter Ehe mit der Rechtsanwältin Bettina Backes verheiratet und hat drei Kinder. Er lebt mit seiner zweiten Frau und seiner Tochter in Stuttgart.

## Karriere
Als Hospitant und anschließend freier Mitarbeiter begann Backes 1973 beim Fernsehen des Süddeutschen Rundfunks (SDR) seine Berufstätigkeit. Seit 1975 ist er als Moderator auf dem Bildschirm präsent. In der Abendschau Baden-Württemberg war er als Reporter, Redakteur und Moderator tätig und leitete von 1982 bis 1987 dieses Magazin. 1987 gründete Backes im SDR die neue Redaktion Unterhaltende Information, die später zur Abteilung Journalistische Unterhaltung des SWR wurde.
Schon einige Jahre zuvor war er mit der Entwicklung von journalistischen Studiosendungen mit Unterhaltungscharakter befasst. So entstand nach seinem Konzept 1978 in Südwest 3 die Reihe Werkstatt, und 1981 ging die erste thematische Talkshow zum Thema Karriere (ARD/SDR) auf Sendung, die Backes als Co-Moderator und Redakteur betreute. 1982 begründete er mit Kabarettist Mathias Richling dessen erste aktuelle Fernsehsatire.
1987 startete Backes im Schloss Favorite in Ludwigsburg seine Talkshow Nachtcafé, mit der er nach Kritikermeinung (Die Zeit vom 31. Mai 2000) zum „ungekrönten König des Niveau-Talks“ avancierte. Die Sendung, seit 2001 wöchentlich im Programm, entwickelte sich zum Flaggschiff des SWR Fernsehens und machte Backes auch bundesweit bekannt. Die Sendung gehört noch immer zu den erfolgreichsten Formaten des SWR-Fernsehens.
Neben dem Nachtcafé moderierte Backes von 1988 bis 1992 die Personality-Show Auf der Couch mit Stargästen wie Senta Berger, Mario Adorf, Wolfgang Joop, Marcel Reich-Ranicki, Manfred Krug oder Udo Jürgens. Die Sendung war 1992 auch im Hauptabendprogramm der ARD zu sehen.
Backes realisierte neben seiner Arbeit als SDR-Moderator auch verschiedene Dokumentarfilme. 1975 machte er in Ausverkauf einer Region die Umwelt- und Lebensbedingungen im Ballungsraum Stuttgart zum Filmthema, und 1981 drehte er mit Im Turm einen Film über die Hausbesetzer in Berlin (für die ARD-Reihe Unter deutschen Dächern von Radio Bremen). Über den Jugendclub Club Alpha 60 in Schwäbisch Hall berichtet sein Film Alpha 60 – Von der Schwierigkeit, ein APO-Kind zu sein. Zum Jahresbeginn 1999 übernahm Backes auch die Moderation der inzwischen wöchentlichen Sendung Ich trage einen großen Namen, eine Ratesendung um die Nachfahren berühmter Vorfahren, das zu den erfolgreichsten Sendungen des SWR-Fernsehens zählt, und 2001 die Themenabende Schlaflos im Südwesten im Südwest-Fernsehen.
Im Oktober 2010 wurde er Honorarprofessor an der Hochschule der Medien Stuttgart.
Im Februar 2012 feierte das Nachtcafé 25-jähriges Jubiläum. Wieland Backes ist mit seiner Sendung der deutsche Talkmaster mit der längsten Bildschirmpräsenz. Nach mehr als 27 Jahren und 706 Sendungen moderierte Wieland Backes seine letzte Ausgabe vom Nachtcafé mit dem Titel „Happy End“ am 12. Dezember 2014. Die Nachfolge in der Moderation übernahm im Januar 2015 Michael Steinbrecher.
Im Dezember 2019 führte Wieland Backes nach 465 Sendungen zum letzten Mal durch Ich trage einen großen Namen. In der Abschiedsfolge war er selbst zu erraten, die Nachfahrin war seine Tochter Eva. Die Nachfolge in der Moderation übernahm Julia Westlake.
Backes war im September 2021 Gast der früher von ihm selbst begründeten und geleiteten Sendung Nachtcafé bei Michael Steinbrecher und gab bekannt, bereits seit acht Jahren an Parkinson erkrankt zu sein.

## Engagements
- Mitbegründer der Initiative MedienRegion Stuttgart
- 2001 Mitbegründer des Literaturhauses Stuttgart, Vorsitzender der Freunde Literaturhaus Stuttgart
- Mitglied des Stiftungsrats der Bürgerstiftung Stuttgart
- 2004 und 2012 Mitglied der Bundesversammlung für Baden-Württemberg für die SPD
- 2017 Gründungsmitglied und Vorsitzender des Vereins Aufbruch Stuttgart e. V.[12]

## Publikationen
- Wieland Backes: Geschichten aus dem Nachtcafé. Mit einem Portrait des Moderators von Barbara Sichtermann. Hohenheim-Verlag, Stuttgart, Leipzig 2003, ISBN 3-89850-072-1.
- Wieland Backes: Das Nachtcafé-Zitatebuch. Hohenheim-Verlag, Stuttgart, Leipzig 2009, ISBN 978-3-89850-194-1.

## Auszeichnungen
- 1987: Löwen-Journalistenpreis für das Nachtcafé Spieler
- 1999: Hans-Peter-Stihl-Preis
- 2005: Diakonie Journalisten-Preis in der Kategorie Fernsehen für das Nachtcafé Leben mit dem Tod
- 2006: Verdienstmedaille des Landes Baden-Württemberg[13]
- 2015: Bundesverdienstkreuz am Bande